# Bahía de Trentaremi
La Bahía de Trentaremi (en italiano, Baia di Trentaremi) es una pintoresca bahía de la ciudad de Nápoles, en Italia. Se encuentra en la costa del barrio de Posillipo. Actualmente forma parte del Parque Sumergido de Gaiola y es fácilmente visible desde los miradores del Parque Virgiliano.
Sus promontorios son ricos en testimonios de la época romana de la ciudad, como la Villa Imperial di Pausilypon con su imponente teatro, hechos construir por el rico équite romano Publio Vedio Polión.